# Brandon Graham (football américain)
Pour les articles homonymes, voir Brandon Graham et Graham.
(en) Statistiques sur pro-football-reference
Brandon Graham, né le 3 avril 1988 à Détroit dans le Michigan, est un sportif professionnel américain de football américain ayant joué au poste de defensive end dans la National Football League (NFL) pendant quinze saisons (2010-2024) pour la franchise des Eagles de Philadelphie.
Il remporte les Super Bowls LII et LIX au terme des saisons 2018 et 2024 avec cette franchise qui l'avait sélectionné en 13e choix golbal lors du premier tour de la draft 2010.

## Biographie

### Carrière universitaire
Étudiant de l'université du Michigan, il joue au niveau universitaire dans la NCAA Division I FBS pendant quatre saisons (2006-2009) pour les Wolverines de l'université du Michigan. Après avoir été sélectionné dans la 2e équipe de la conférence Big Ten en 2008, il obtient l'année suivante une sélection dans la 1re équipe de cette conférence ainsi que dans celle de l'All-American,,  tout en étant désigné MVP de la Big Ten.

### Carrière professionnelle
Il est sélectionné en 13e choix global lors du premier tour de la draft 2010 de la NFL par les Eagles de Philadelphie après que ceux-ci aient échangé leur 24e choix de premier tour ainsi que deux autres choix pour remonter dans l'ordre de la draft et pouvoir le sélectionner. Il signe par la suite un contrat de 5 ans avec les Eagles.
Il joue 13 matchs lors de sa première saison professionnelle, réalisant 3 sacks et forçant 2 fumbles à ses adversaires, avant de se blesser au genou et manquer le restant de la saison. Une opération étant nécessaire, il doit également manqué la première partie de la saison 2011, année au cours de laquelle il ne joue que 3 parties.
Il joue sa première saison complète en 2012 en jouant les 16 matchs du calendrier régulier. La saison suivante, il passe à la position de linebacker extérieur lorsque les Eagles passent à la défense 3-4.
En 2015, ayant d'abord envisagé de signer avec les Giants de New York, il choisit finalement de rester avec les Eagles en signant un nouveau contrat de 4 ans pour 26 millions de dollars. En début de saison 2016, il est replacé au poste de defensive end par le nouveau coordinateur défensif des Eagles Jim Schwartz qui décide de revenir à la défense 4-3. 
Lors de la saison 2017, il est le joueur des Eagles avec le plus grand nombre de sacks durant l'année avec 9,5 réalisations. Il réalise un total de 15 plaquages pour perte, 2 fumbles forcés et un récupéré pour un touchdown. Il aide les Eagles à se qualifier au Super Bowl LII joué contre les Patriots de la Nouvelle-Angleterre. Vers la fin du match, il réalise un sack sur Tom Brady et lui fait perdre le ballon, récupéré ensuite par son coéquipier Derek Barnett. Les Eagles gagnent par la suite le match 41 à 33.
Il reste avec les Eagles en 2019 en signant pour 3 ans et 40 millions de dollars.
Au terme de la saison 2020, il obtient une sélection pour le Pro Bowl 2021 et est classé par ses pairs 99e du classement des meilleurs joueurs de la NFL de la saison.
Il signe une prolongation de contrat de deux ans le 15 mars 2021. Lors du match de la 2e semaine, il se déchire le tendon d'Achille ce qui met un terme à sa saison 2021.
Après avoir totalisé 2 ½ sacks, 2 plaquages pour perte, une passe déviée, cinq pressions sur quarterbacks et un fumble forcé lors du 3e match de la saison 2022 contre les Commanders de Washington, Graham est désigné pour le première fois de sa carrière, meilleur joueur défensif de la semaine en NFC. Il l'est de nouveau en 14e semaine après avoir totalisé 3 sacks, 4 plaquages et un fumble forcé lors de la victoire 48 à 22 contre les Giants de New York,. Graham aide les Eagles à accéder au Super Bowl LVII qu'ils perdent 35 à 38 contre les Chiefs de Kansas City.
Le 10 mars 2023, Graham signe une prolongation de contrat d'un an. À ce moment, il est le joueur des Eagles le plus ancien avec un total de 178 matchs de saison régulière joués. En 2023, Graham égalise le record de Chuck Bednarik du plus grand nombre de saisons jouées pour les Eagles (14). Le 26 novembre 2023, il bat le record de David Akers après avoir joué 188 matchs de saison régulière pour les Eagles.
Le 9 mars 2024, il signe une nouvelle extension de contrat d'un an avec les Eagles. Lors du match de la 12e semaine, il se déchire le triceps ce qui met un terme à sa saison. Avant cette blessure il avait totalisé 13 plaquages, 3 ½ sacks, 1 fumble forcé et 19 pressions sur quarterback. Réactivé le 8 février 2025, juste à temps pour pouvoir participer au Super Bowl LIX, il effectue 1 plaquage lors des 13 snaps joués en défense et remporte sa deuxième bague de Super Bowl en battant les Chiefs de Kansas City 40 à 22. Cependant, Graham pendant le match il se redéchire le triceps et doit être opéré
Durant une conférence de presse tenue le 18 mars 2025, Graham annonce qu'il prend sa retraite du sport professionnel.

## Vie privée
Graham est chrétien et est marié à Carlyne Graham.
En 2022, Graham a chanté sur un album de Noël A Philly Special Christmas (en).